# Carlos Alonso Zaldívar
Carlos Alonso Zaldívar (Bilbao, 8 de mayo de 1946), es un ingeniero aeronáutico y diplomático español, desde el 4 de noviembre de 2008, embajador de España en Brasil.
Ingeniero aeronáutico y  diplomado en Economía, ingresó en la carrera diplomática en 1985. Durante el franquismo, fue un activo militante del Partido Comunista de España (PCE), llegando a estar en prisión por ello en 1973. Fue el cabeza de lista del Partido Comunista en las elecciones generales de 1977 por Álava, aunque no obtuvo escaño. Fue expulsado del Partido Comunista en 1981 por discrepancias con la dirección.
Fue director y asesor ejecutivo del Gabinete del ministro de Asuntos Exteriores, secretario en la Embajada de España en Washington y director del Departamento de Estudios del Gabinete de la Presidencia del Gobierno durante los gobiernos de Felipe González. En 1994 fue nombrado embajador de España en Corea del Sur y, posteriormente, segundo jefe en la Embajada de España en Israel y consejero en la Embajada de España en Roma. De 2004 a 2008 fue embajador de España en Cuba.